# Dirichletvillkor
Dirichletvillkor är en typ av randvillkor för differentialekvationer där lösningen föreskrivs ha ett fixt givet värde på randen eller en del av denna.

## Exempel
Om exempelvis en lösning u till en differentialekvation skall gälla i området {\displaystyle (x,y):\,\,0<x<L,\,\,y>0} så är den underkastad ett Dirichletvillkor om den måste uppfylla u(0,y) =0 , u(L,y)=0. Då kan en lösning med en sinusserien {\displaystyle u(x,y)=\sum _{k=1}^{\infty }u_{k}(y)sin({\frac {k\pi x}{L}})} ansättas. Vid insättning av ansatsen i den ursprungliga differentialekvationen kan {\displaystyle u_{k}(y)} bestämmas. Lösningen kan tvingas lyda under andra typer av villkor på andra delar av randen, till exempel Neumannvillkor.